# Chordotomie

doorsnede door het ruggenmerg. Bij chordotomie onderbreekt men 5a.

Onder chordotomie wordt in de pijngeneeskunde verstaan het onderbreken van de lange zenuwbanen in het ruggenmerg die pijnprikkels naar de hersenen vervoeren.
Hierdoor wordt de pijn niet meer waargenomen.

## Indicatie en principe
Chordotomie is vooral geschikt voor patiënten die aan kanker lijden en een beperkte levensverwachting hebben. De procedure helpt namelijk maar tijdelijk en kan niet onbeperkt worden herhaald. Met name patiënten met asbestkanker worden op deze wijze geholpen.
De lange banen (tractus spinothalamicus) die de pijnprikkels (en de prikkels van warmte- en koude zintuigjes) vervoeren, verlopen aan de zijkant van het ruggenmerg, die voor de linkerlichaamshelft rechts en andersom, doordat de zenuwvezels al dadelijk bij het binnentreden van het ruggenmerg elkaar kruisen. Door hoog in de nek deze bundel door te snijden of te branden, blijft de tastzin intact, maar wordt pijn, warmte en koude niet meer waargenomen. Om pijn links te bestrijden, opereert men dus rechts en andersom.
Indicaties voor een chordotomie zijn eenzijdige pijn, beperkte levensverwachting en dat de pijn zich onder C5 bevindt.
Contra-indicaties zijn stollingsstoornissen en een verhoogde intracraniële druk.

## Uitvoering
De patiënt wordt onder narcose gebracht en een naald wordt ter hoogte van de tweede halswervel, onder het oor, in de bedoelde tractus gebracht. Door middel van deze naald van 2mm grootte wordt met radiofrequente stroom warmte opgewekt en de tractus door middel van hitte onderbroken.
Na de ingreep is de patiënt de pijn- koude en warmtezin kwijt. Hij moet dus voorzichtig zijn met hete vloeistoffen, op schoenen lopen enz.
Alternatieven zijn een stimulator in de tractus aanbrengen of de baan operatief onderbreken. Deze zijn geschikter voor mensen met een langere levensverwachting.